# 8045 Kamiyama
8045 Kamiyama (1995 AW) là một tiểu hành tinh vành đai chính được phát hiện ngày 6 tháng 1 năm 1995 bởi T. Kobayashi ở Oizumi.